# Riccardo Cocciante
Riccardo Cocciante, também conhecido como Richard Cocciante em países de língua francesa (Saigon, 20 de fevereiro de 1946), é cantor, compositor e ator franco-italiano.

## Biografia
Nascido em Saigon, na Indochina Francesa, agora Cidade de Ho Chi Minh, Vietnam, filho de pai italiano e mãe francesa. Mudou-se para Roma aos 11 anos onde estudou e começou sua carreira como cantor, conseguindo reconhecimento em 1972. Viveu também nos EUA e Irlanda. Em 1976 regravou a música "Michele", dos Beatles, para um documentário musical.
Em 1991 foi premiado no Festival de San Remo com a canção "Se stiamo insieme". 

## Discografia
- Mu (1972)
- Poesia  (1973)
- Anima  (1974)
- L'alba  (1975)
- Concerto per Margherita (1976)
- Riccardo Cocciante  (1978)
- ...E io canto (1979)
- Cervo a primavera  (1980)
- Q Concert (1981)
- Cocciante (1982)
- Sincerità (1983)
- Il mare dei papaveri (1985)
- Quando si vuole bene (1986)
- La grande avventura (1988)
- Viva!  (1988)
- Cocciante (also known as Se stiamo insieme; 1991)
- Eventi e mutamenti  (1993)
- Il mio nome è Riccardo (1994)
- Un uomo felice (1994)
- Innamorato (1997)
- Istantanea (1998)
- Notre-dame de Paris live Arena di Verona  (2002)
- Songs (2005)

## Musicais
- Notre Dame de Paris (2001; letra de Luc Plamondon)
- Giulietta e Romeo (2007; letra de Pasquale Panella)
- Le Petit Prince (2007; letra de Elizabeth Anais)